# Teopatia
La teopatia è un fenomeno studiato nella Storia delle religioni, in base al quale un essere umano entra in contatto indiretto con la divinità, grazie all'azione esplicata da suoi intermediari naturali o soprannaturali.
La parola deriva dai due termini greci θεός ("dio") e πατέω ("essere percorso, frequentato").
Si differenzia dalla teofania, in cui la divinità si manifesta direttamente a un essere umano.